# Nikon D3000
D40 D3100
Le Nikon D3000 est un appareil photo reflex numérique, présenté par Nikon le 30 juillet 2009. Il remplace indirectement le D40 comme reflex d'entrée de gamme.

## Caractéristiques
- Capteur CCD 10,2 mégapixels au format Nikon DX.
- Processeur d'images Nikon EXPEED.
- Correction d'exposition / contraste : Active D-Lighting (4 niveaux et Auto).
- Écran TFT de 3 pouces (7,62 cm) avec une définition de 230 000 points.
- Mode rafale à 3 images par seconde.
- Mise au point autofocus avec le système Multi-CAM 1000 à 11 collimateurs.
- Sensibilité ISO du capteur allant de 100 à 1 600 (extensible à 3 200).
- Boîtier compatible avec les objectifs Nikon F. La mise au point automatique ne fonctionne qu'avec les objectifs AF-S.
- Double système anti-poussière par vibration du filtre passe-bas et contrôle du flux d'air.
- Format des fichiers : JPEG, NEF (fichier RAW sans perte de Nikon, compression des couleurs sur 12 bits).
- Alimentation par accumulateur lithium-ion EN-EL9a.
- Mode « guide ».